# Langano
Der Langano (amharisch ላንጋኖ ሐይቅ) ist ein See in Äthiopien.

## Beschreibung
Der See befindet sich im äthiopischen Teil des Ostafrikanischen Grabens, etwa 200 Kilometer südlich von Addis Abeba. Er ist 1582 Meter über dem Meeresspiegel gelegen, 22 Kilometer lang, bis zu 15 Kilometer breit und hat eine maximale Tiefe von 46 Metern.
Zwischen dem Langano-See und dem Zway-See liegt das vulkanische Massiv des Alutu.

## Nutzung
Der Langano ist einer der wenigen Seen in Äthiopien, in dem das Baden ungefährlich ist. Aufgrund seines hohen Sodagehalts besteht keine Bilharziose-Gefahr. Das Wasser hat durch den Sodagehalt eine rotbraune Färbung und fühlt sich sehr weich und seifig an. Deshalb und durch die unmittelbare Nachbarschaft zum Abijatta-Shalla-Nationalpark mit seiner reichen Vogelwelt ist der Langano ein beliebtes Ausflugsziel nicht nur für Touristen. An seinem Ufer liegen drei Hotelanlagen, das Bishangari, das Bekele Mola Hotel und das Wabe Shebbelle Resort.

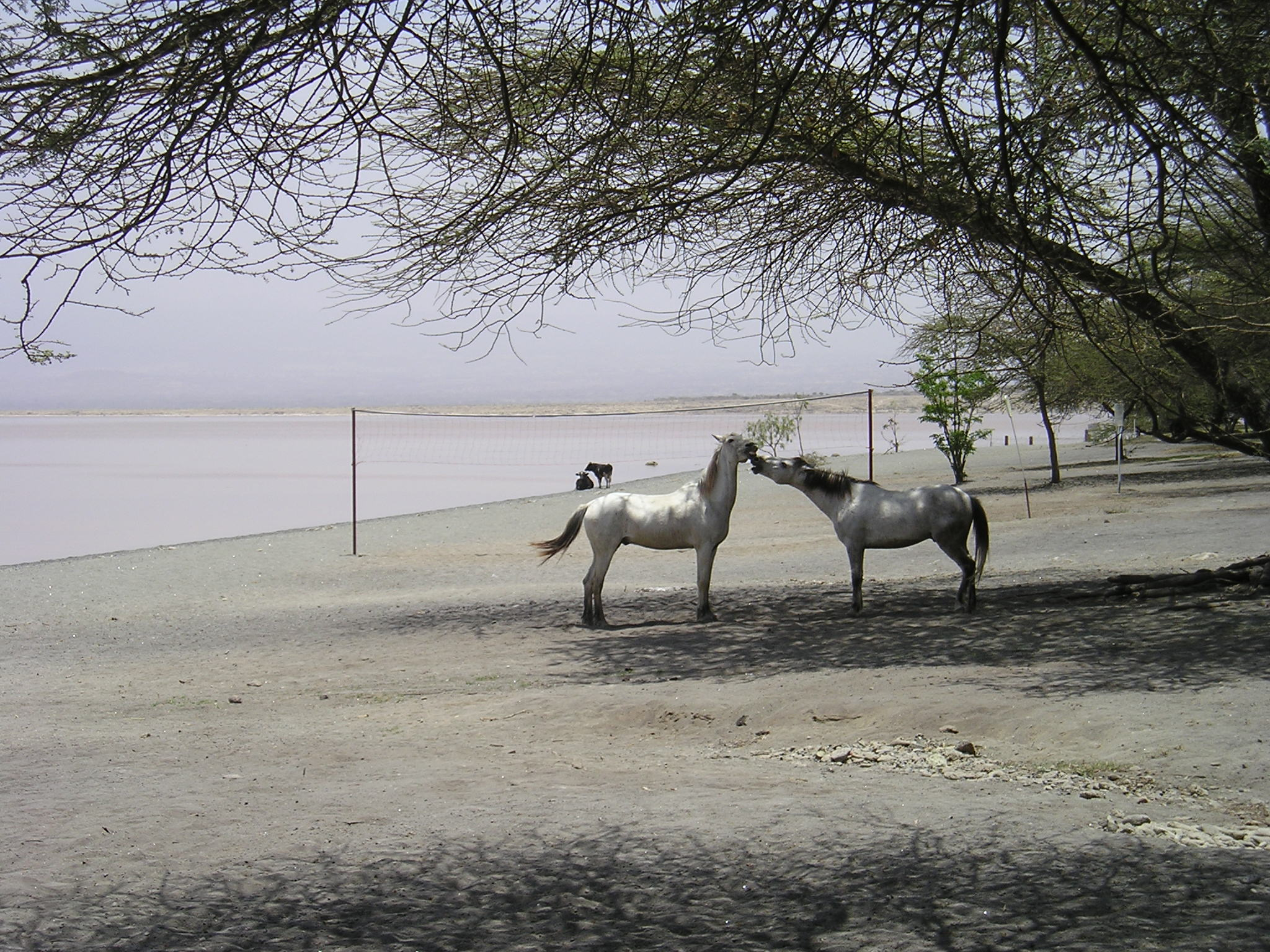
Langano, 2008
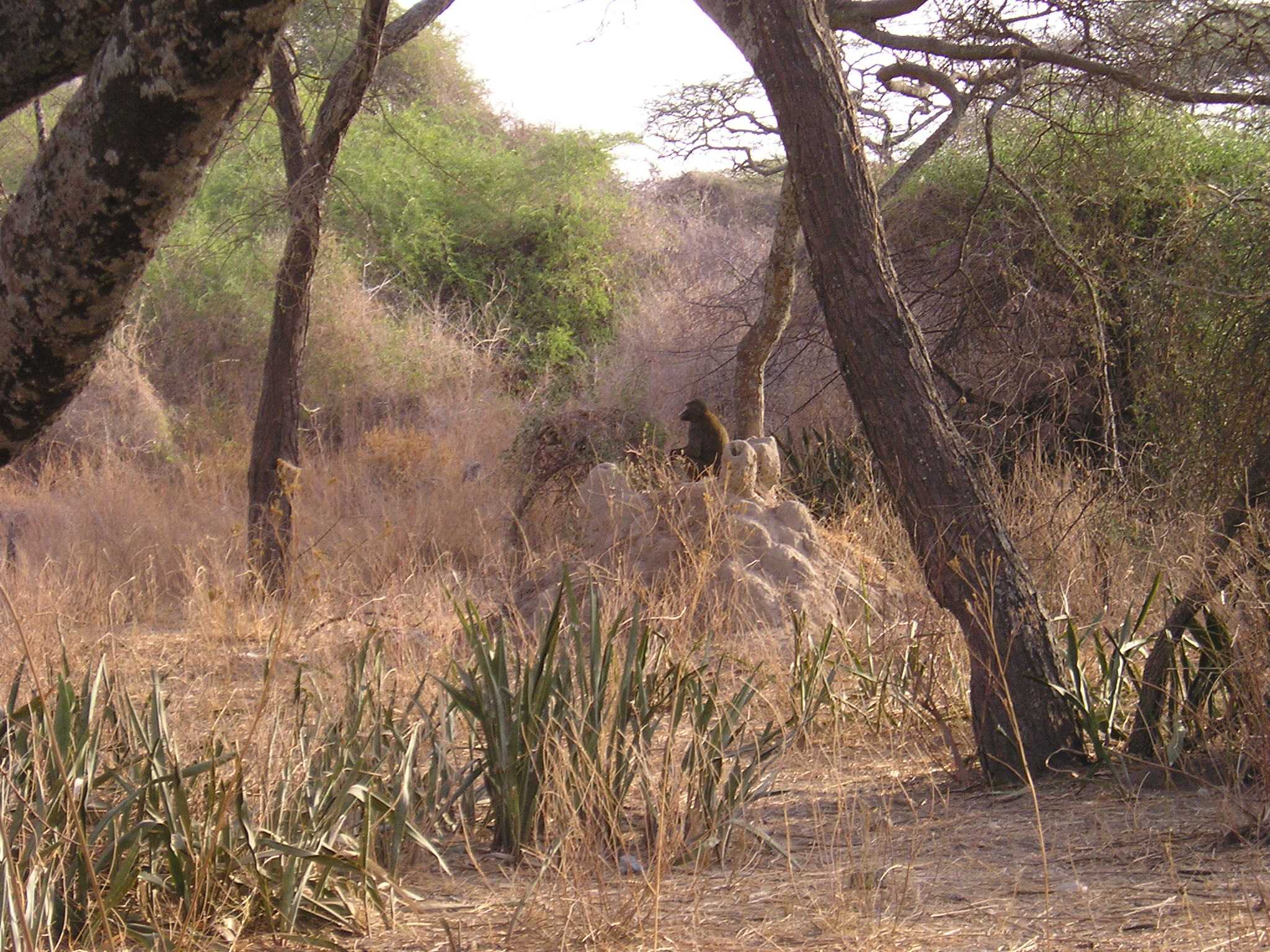
Pavian am Langano, 2008